# Veïnat de Santa Susanna de Vilamajor
Santa Susanna és un veïnat dels 7 que conformen el municipi de Sant Pere de Vilamajor (Massís del Montseny), on hi destaca l'esglesiola construïda el 1683. És església parroquial. El municipi de Sant Pere de Vilamajor està format per 7 veïnats: Santa Susanna de Vilamajor, Canyes, El Sot de l'Om, El Pla de Vilamajor, els Boscassos i Vallserena, el Bruguer i les Brugueres. A l'edat mitjana era una de les quatre parròquies que formaven el gran terme del Castell de Vilamajor: Santa Susanna de Vilamajor, Sant Pere de Vilamajor, Sant Julià d'Alfou (Sant Antoni de Vilamajor) i Cardedeu.
És el veïnat més septentrional i muntanyós de Sant Pere de Vilamajor i hi destaquen:
- El turó del Samon
- El turó de la Moixa
- El turó de Sant Elies
- El turó de la Cova
- El turó del Pi Novell

La majoria de la conca la recull el torrent del Sot de la Font Fresca i deriva les aigües a la Tordera.

## L'aplec de Santa Susanna

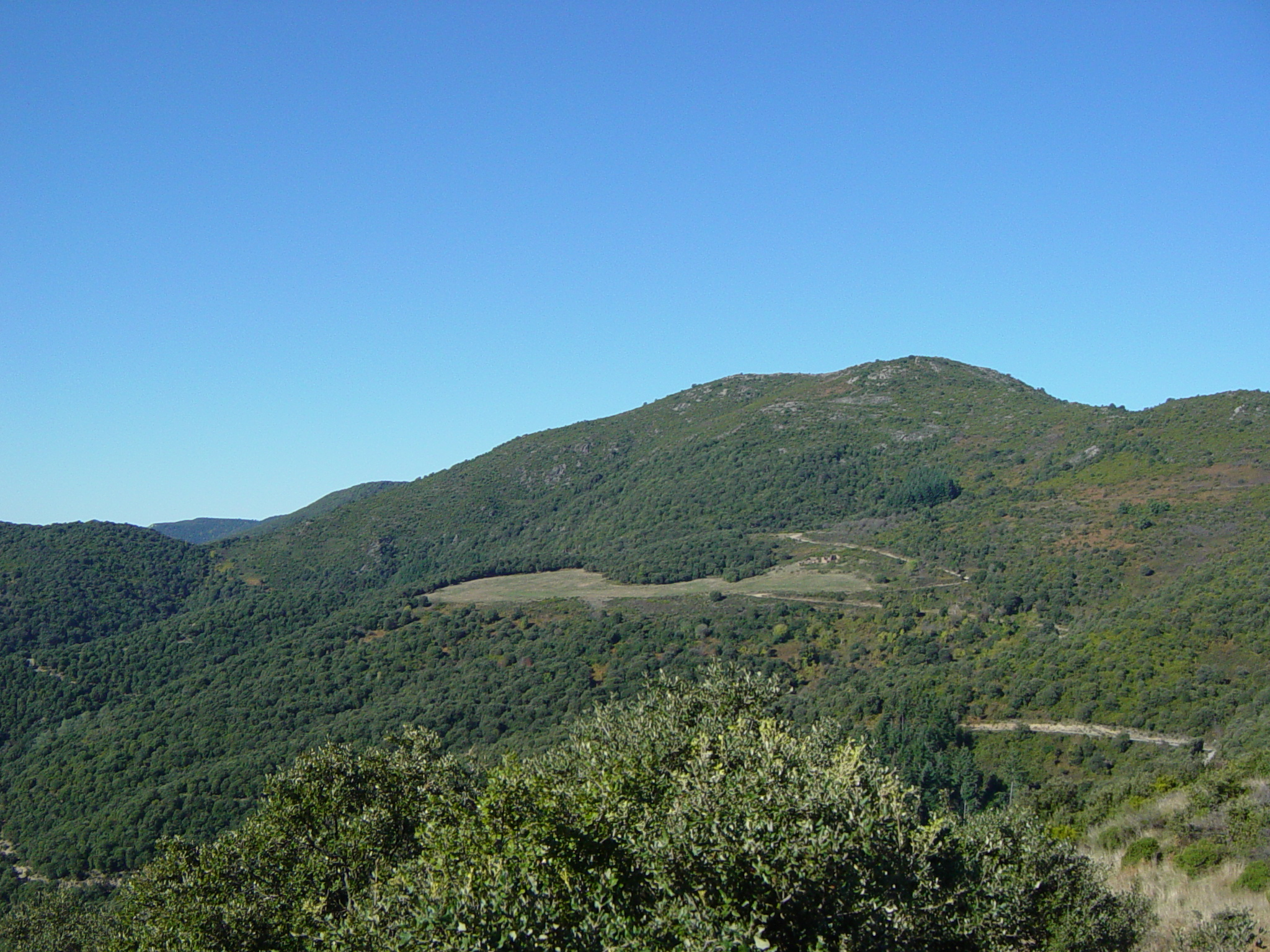
El turó del Samont és el punt més alt de Sant Pere de Vilamajor

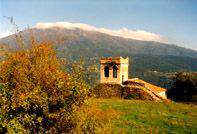
Esglesiola de Santa Susanna de Vilamajor

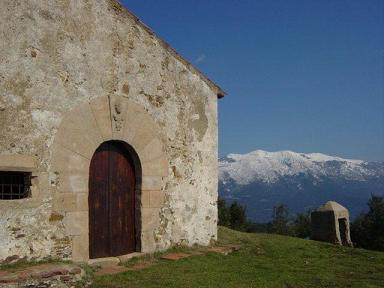
Ermita de Sant Elies de Vilamajor

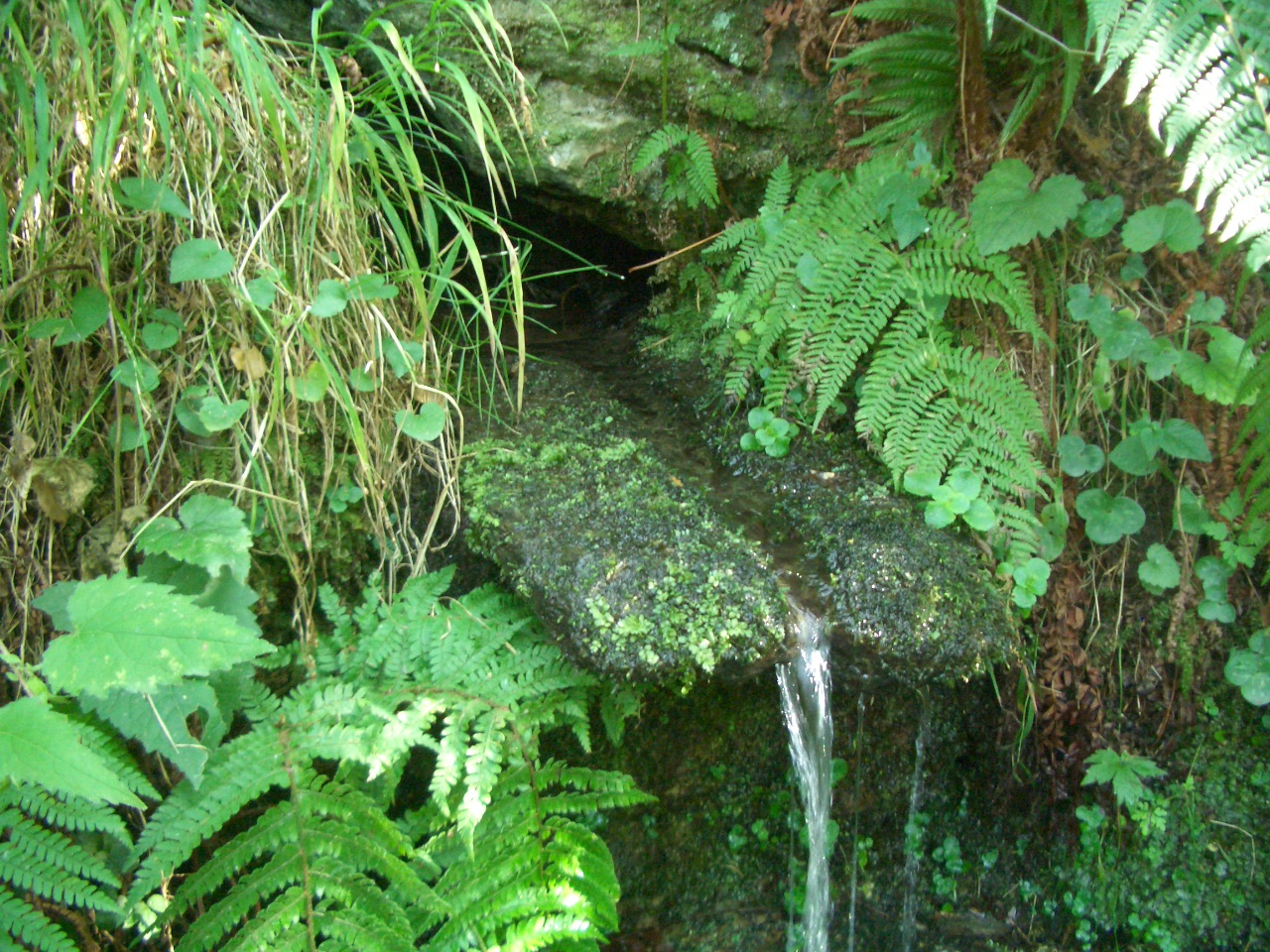
Font Fresca del Samont

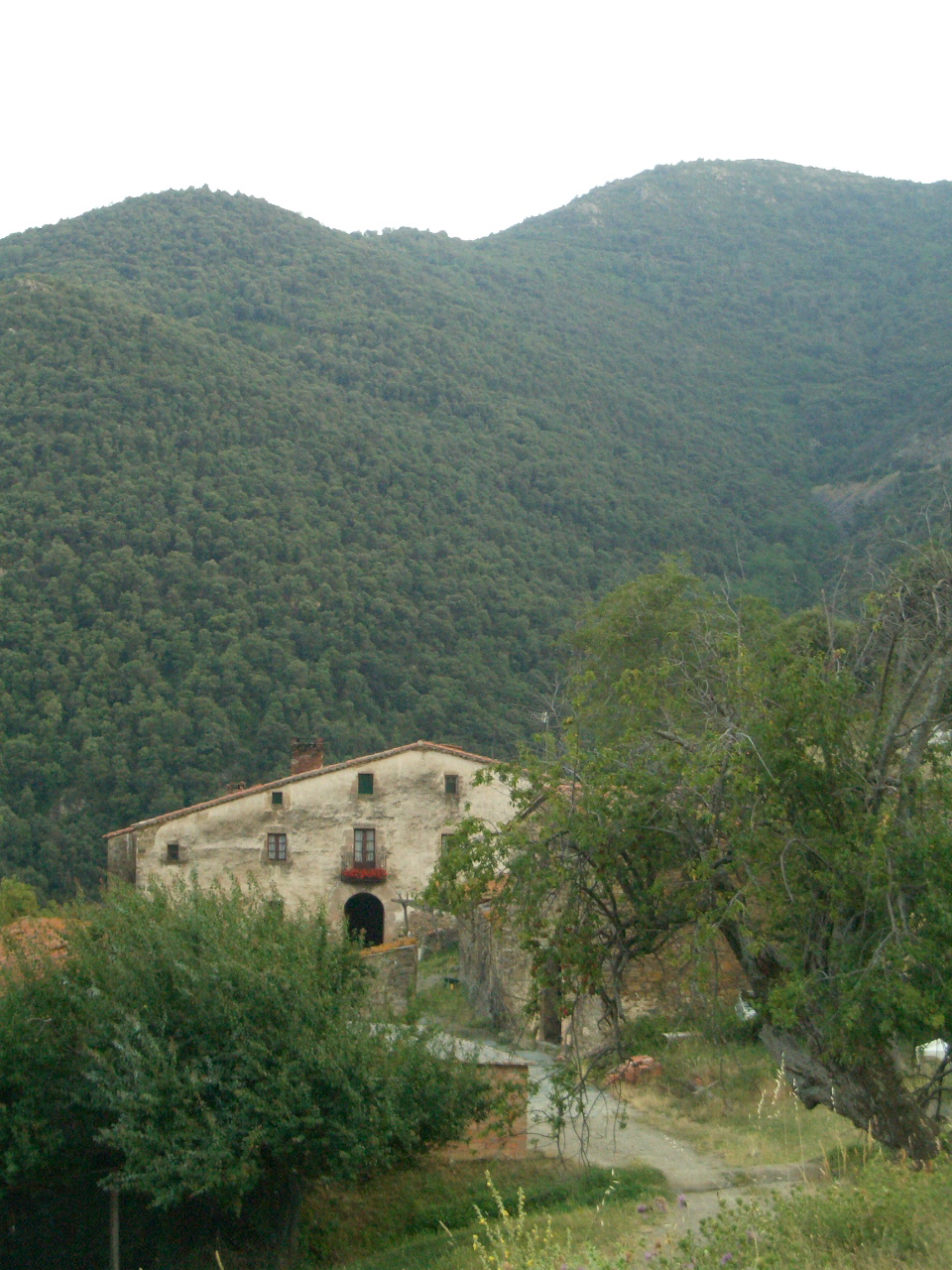
Mas el Samont

L'aplec de Santa Susanna és una pujada a peu des del poble de Sant Pere de Vilamajor (Vallès Oriental) a l'esglesiola de Santa Susanna de Vilamajor cada 11 d'agost.

## Carrer i Braç de Barcelona
L'any 1384 el rei Pere III el Cerimoniós concedí a la Batllia de Vilamajor compresa per Sant Pere de Vilamajor - la Força de Vilamajor -, Santa Susanna de Vilamajor, Sant Julià d'Alfou i Cardedeu el títol de Carrer de Barcelona pel qual disposava que tots els veïns poguessin gaudir de tots els privilegis, llibertats, gràcies, franqueses, usos i costums que havien estat concedits a la ciutat de Barcelona.